# Didier-Nicolas Riant
 (juillet 2021).
Didier-Nicolas Riant (Lyon, 3 mai 1790 - Paris, 24 décembre 1864) est un homme d’affaires et homme politique français. Notaire et proche conseiller de Charles X, il quitte le notariat pour se lancer dans la politique, et surtout les affaires, avec le développement immobilier du quartier de l’Europe et la ligne de chemin de fer de Paris à la mer.

## Biographie

### Famille
Didier-Nicolas Riant est né le 3 mai 1790 à Lyon dans le département du Rhône. Il est le fils de Jean-Marie Riant (1738-1811), échevin de Lyon et commerçant avec le Levant dont la révolution a sapé la position, et de Claudine Josèphe Benard (1755-1844). Il est le cousin germain de Jean-Auguste Sévene, l’un des premiers régents de la Banque de France, avec qui il sera souvent en affaires. Ses frères Joseph Ferdinand et Jean-Louis, sont marchands de fers, propriétaires des mines de Fins (au sud-ouest de Noyant dans l’Allier), maîtres de forges aux Forges de Basse-Indre et fondateur, en 1845, de la Compagnie des mines, fonderie et forges d’Aubin(Aveyron).
« Il se marie avec Louise-Amable Mignon (1795-1833), qui le laisse veuf. Il se remarie alors avec Joséphine Françoise Fayard de Bourdeille (1809-1881), elle-même veuve d'Anselme Félix Adhémar Mignon. Il eut des enfants des deux lits, dont Paul Riant, titré comte romain par le pape Pie IX le 8 mars 1864 ». Il est présent à la 1re réunion de fondation de L'Œuvre des Écoles d'Orient le 4 avril 1856, plus connue actuellement sous le nom de L'Œuvre d'Orient. Il fut membre de son 1er conseil général du 25 avril 1856 jusqu’à la publication de la liste de nouveau conseil le 17 décembre 1858. Après lui son fils Paul Riant sera à son tour au conseil de l’Œuvre des Écoles d'Orient en 1879.

### Un début de carrière dans le Notariat
D'abord principal clerc de Me Henri Batardy (CXVII, 1799-1836), le notaire du maréchal Ney, il récupère au début de la Restauration l'étude de Me Louis François Robin (XLVIII), dont il est titulaire du 23 juillet 1816 au 10 avril 1833.
Il a pour clients un certain nombre de personnalités de la Révolution, de l'Empire, et de la monarchie de Juillet, bonapartistes comme orléanistes : les familles Marcotte et Walckenaër (famille alliées de son anté-prédécesseur Me Duclos-Dufresnoy), Cambacérès, le pourvoyeur aux armées Jean Charles Valentin, propriétaire de la Garenne-Valentin à Clisson, et ami de Lemot et des Cacault, la famille de Laborde. C'est aussi lui qui reçoit le contrat de mariage du comte de Flavigny et de Louise Mathilde de Montesquiou-Fezensac, ce qui vient compléter l'orientation «catholicisme sociale» d'une partie de ses affaires. Mais son client le plus important sera le roi Charles X dont il est un proche conseiller.

### L'aventure immobilière
Son premier mariage en 1816 avec Louise Mignon est le début d’une aventure immobilière commune avec son beau-père, Sylvain Mignon. Celui-ci, "entrepreneur des serrureries et bâtiments du Roi" dirige une entreprise de ferronnerie importante pour l’époque, impliquée dans des projets de dimensions nationales, comme la réalisation des grilles des Tuileries. Mais surtout, Sylvain Mignon s’est lancé, dès 1796 dans certains investissements immobiliers, avec l’acquisition de deux maisons de rapport à Paris. Cette stratégie immobilière sera poursuivie et amplifiée probablement sous l’influence de son gendre Didier-Nicolas Riant à partir de 1821, avec de nombreuses acquisitions de terrains dans ce qui allait devenir le quartier de l’Europe. À partir du décès de Sylvain Mignon en 1829, puis de sa veuve en 1831, Didier-Nicolas prendra en main les intérêts des héritiers Mignon-Riant et mènera à bien toutes les opérations de lotissement et de développement. C’est pour cette raison qu’il vendra son étude notariale en 1833, à l’âge de 43 ans.

### Membre du Conseil Général de la Seine de 1834 à 1857
Son rôle dans la valorisation des terrains deviendra de plus en plus central à mesure qu’il tentera d’initier des projets complémentaires à celui du lotissement, en particulier le chemin de fer, et qu’il sera en outre, de 1834 à 1857, membre du Conseil général de la Seine. Cette assemblée fait fonction de Conseil Municipal de Paris depuis le consulat, et donc, à partir de 1834, ses membres sont élus et non plus nommés. Ce mandat le laisse en bonne position pour veiller aux intérêts de ses projets immobiliers et ferroviaires.

### Sa participation au développement du chemin de fer français

#### La ligne Paris-Rouen-Le Havre
S’agissant de ces derniers, Didier-Nicolas Riant joue un rôle central dans la conception de la ligne de chemin de fer Paris-Rouen-Le Havre, qui l’occupera, avec la participation constante de ses oncles maitres de forges, Louis et Ferdinand Riant, pendant les années 1830 et 1840. Ce projet est bien sur lié aux terrains parisiens de la famille Mignon-Riant, qui devaient être le point d’arrivée de la ligne de chemin de fer. Un premier projet porté en 1833 par la Société Riant & Cie vise à la création d’une ligne reliant Paris à Saint-Denis. La destination proche de cette courte ligne s’expliquait par le fait que ses deux promoteurs, Riant et son associé Ardouin, étaient propriétaires du port et du bassin de Saint-Ouen, mais aussi du terrain parisien de Tivoli, prévu pour le départ de la ligne. Ce projet visait à acheminer jusqu’à Paris les marchandises arrivées à jusqu’à Saint-Ouen par voie d’eau. Malgré un avis favorable de la Chambre de Commerce de Paris en 1834, la concession n’est pas accordée.

#### La Compagnie Riant
Loin d’abandonner la partie, Didier Riant se rend en Angleterre en 1834 «à l’effet d’étudier les chemins de fer», passage obligé pour les candidats à ce qui n’est encore en France que « l’aventure ferroviaire ». En 1834 sont cédés les plans du projet Paris-Saint Ouen à une nouvelle société, la Compagnie Riant ou Compagnie Riant-Lafitte, dont les autres associés sont le grand banquier Charles Lafitte, Jourdan, ancien directeur de la Caisse de Service du Trésor Public, Marc Tessier, banquier à Genève, le marquis de Praslin, le comte d’Harcourt, député, Henry de Chanteloup, Mme de Choiseul, Duchesse de Fitz-James. En 1835, la société propose au gouvernement de construire la ligne de Paris à Rouen en cinq tronçons, par la vallée de la Seine. Ce projet était concurrent du projet du gouvernement, passant par les plateaux. Après de nombreuses années d’une longue procédure, c’est finalement la route de la vallée qui l’emporta en 1840, réalisée par une autre société, Lafitte-Blount (une association entre Charles Lafitte, neveu de Jacques, et le banquier d’origine écossaise Edward-Charles Blount), qui avait racheté les plans et études à la Compagnie Riant la même année.

#### L'expropriation pour construire la gare Saint-Lazare
Parallèlement au projet ferroviaire ci-dessus, un plus petit projet est mené à bien au cours de la même période: le chemin de fer de Paris à Saint-Germain par les frères Pereire. Le développement de cette ligne, moins ambitieuse car locale et n’entrant donc par en conflit avec une vision nationale du chemin de fer portée par les Ponts et Chaussées, est mené relativement rapidement. Elle a pour effet collatéral l’expropriation de terrains Mignon-Riant pour plus d’un hectare et demi, afin de construire la gare Saint Lazare, en deux vagues d’expropriations dont les conditions houleuses témoignent de la mauvaise entente des Pereire avec les Riant. Ces opérations donnent lieu à un important et long contentieux entre Didier-Nicolas Riant, représentant les héritiers Riant et Mignon, et les Pereire.

### Décès
Il meurt le 24 décembre 1864 à Paris,. Il est enterré au cimetière du Père-Lachaise dans le caveau familial (division 14).

Sépulture de Didier Riant, Père-Lachaise, division 14
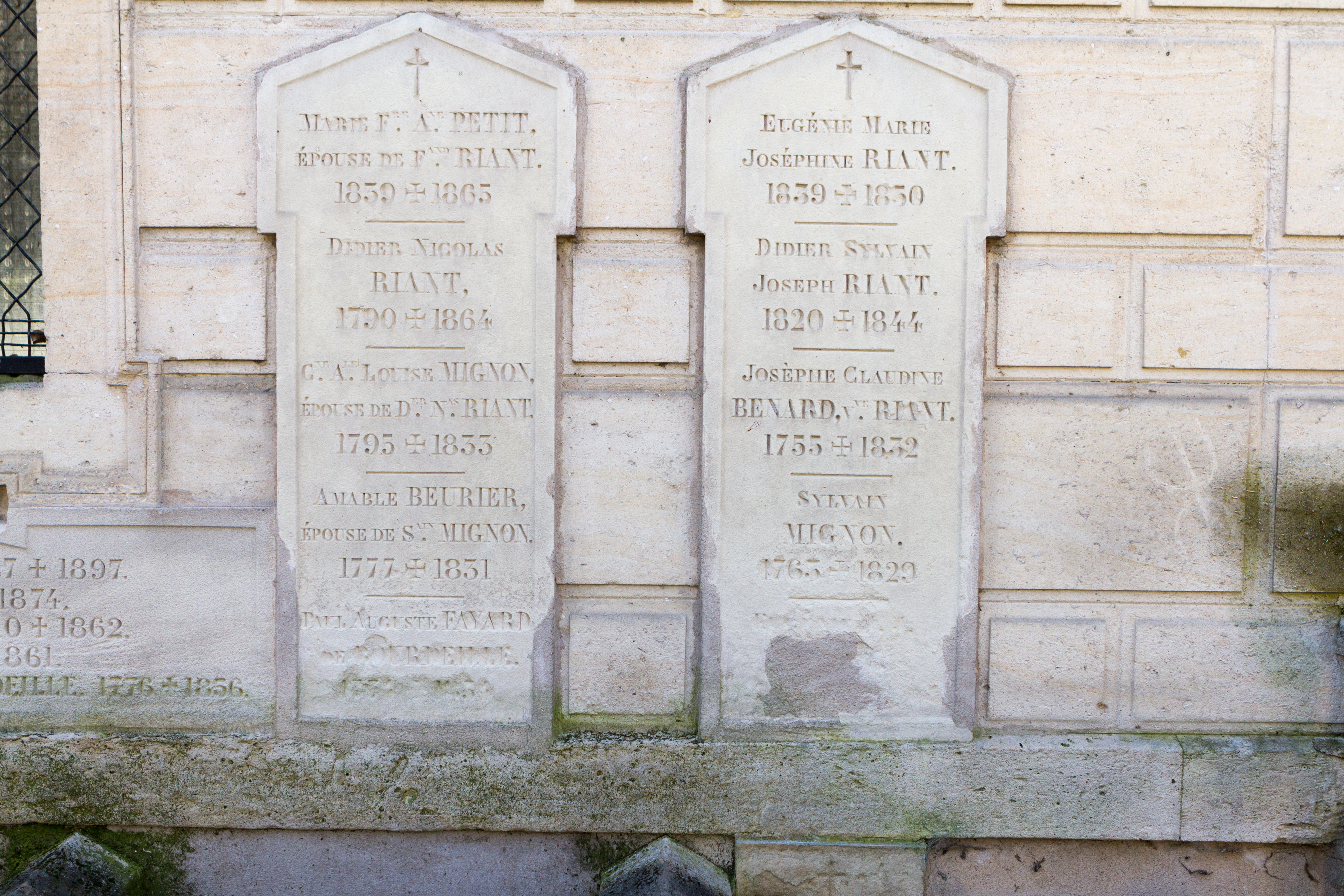
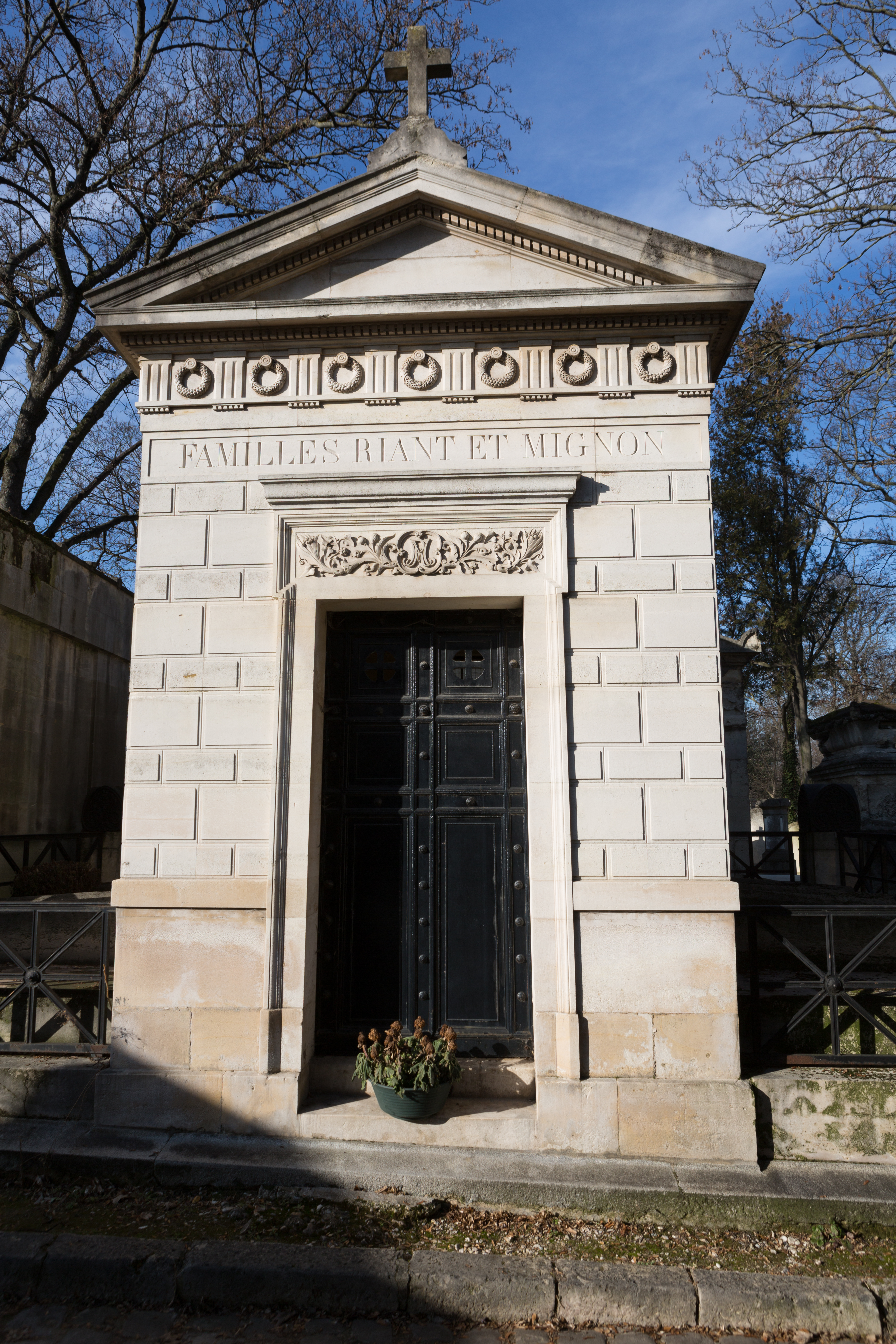
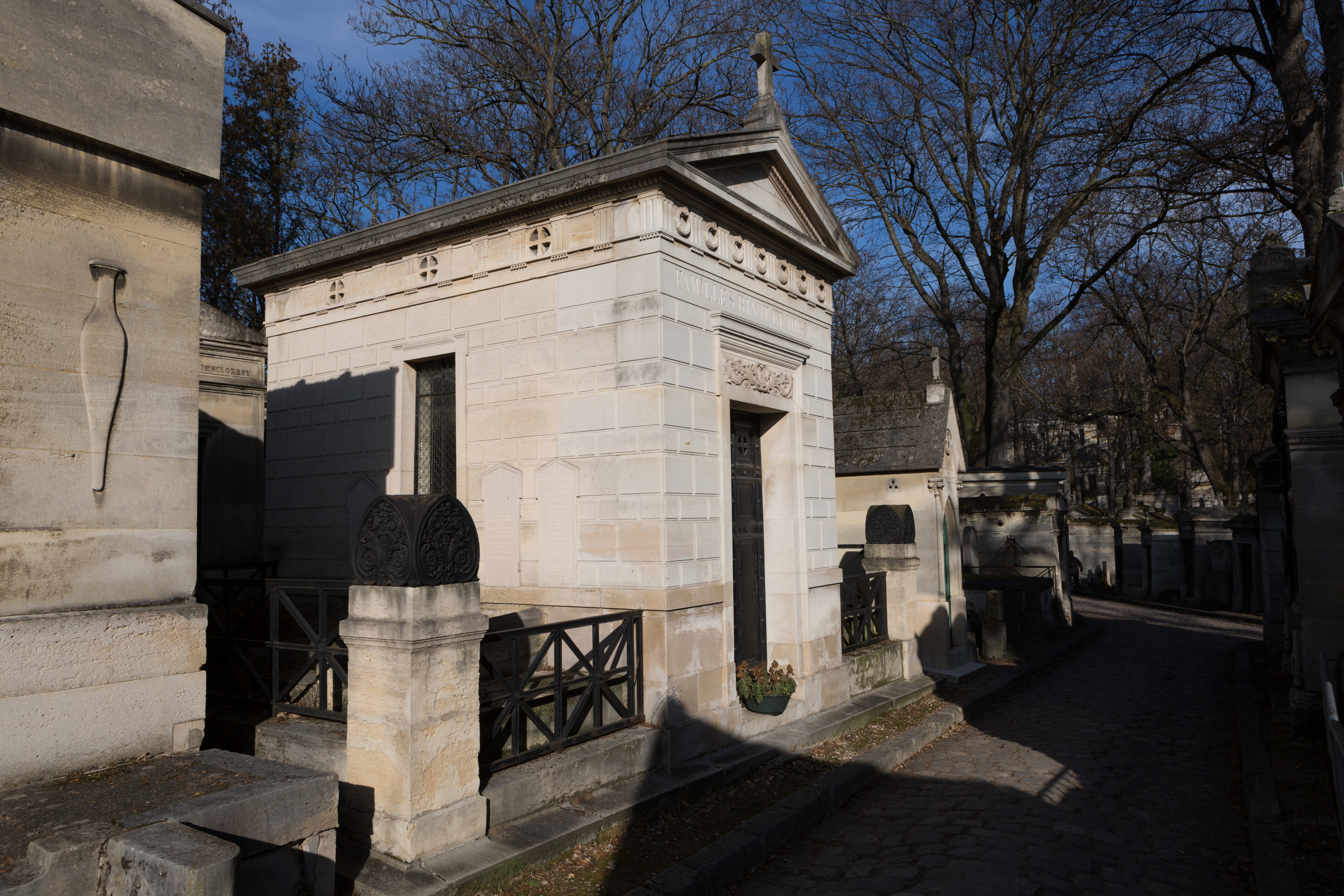

## Distinction
- 30 avril 1843, Chevalier de l'Ordre national de la Légion d'honneur[1].